# More Brain Training del Dr. Kawashima: Quanti anni ha il tuo cervello?
More Brain Training del Dr. Kawashima: Quanti anni ha il tuo cervello? (東北大学未来科学技術共同研究センター川島隆太教授監修 もっと脳を鍛える大人のDSトレーニング?, Tōhōku Daigaku Mirai Kagakugijutsu Kyōdōkenkyū Sentā Kawashima Ryūta Kyōju Kanshū: Motto Nō o Kitaeru Otona no Dī Esu Torēningu, More Brain DS Training per Adulti del Professor Ryuta Kawashima, Supervisore del Centro di Creazione per la Nuova Industria dell'Università di Tohoku) è un videogioco educativo sviluppato nel 2005 per Nintendo DS.
Seguito di Brain Training del Dr. Kawashima: Quanti anni ha il tuo cervello?, come il predecessore si basa sulle teorie del neuroscienziato Ryuta Kawashima dell'Università del Tōhoku. In America è stato pubblicato con il titolo Brain Age 2: More Training in Minutes a Day!.

## Modalità di gioco
- Seleziona Lingua: quest'icona permette di selezionare una delle sei lingue disponibili nel software.
- Versione demo
- Allenamento quotidiano: bisogna eseguire l'allenamento quotidiano e un intero test cerebrale
- Sudoku: bisogna risolvere dei quesiti di sudoku per stimolare il cervello
- Download:
  - Si può partecipare alla sfida - allenamento tramite la comunicazione wireless DS.
  - Si può inviare la versione demo a un'altra console Nintendo DS.

### Allenamento quotidiano
Prima di tutto bisogna creare dei dati personali per poter salvare i propri risultati quotidiani. Si deve confermare la data e selezionare la mano con cui si scrive.
Dopo aver fatto questo viene presentata una breve spiegazione sul cervello e sulle sue funzioni, in base alle attività che esercita o agli stimoli che riceve. Alcune parti del test possono richiedere delle risposte a voce alta, motivo per cui viene chiesto se ci si trova in un posto silenzioso e se si può parlare senza problemi. Se la risposta è affermativa, comincerà il test Morra Vocale, altrimenti verrà proposto il test Catena di Meno.

### Allenamenti
All'inizio ci saranno solo tre giochi di allenamento disponibili: Melodie, Parole Scomposte e Segni aritmetici. Giorno dopo giorno appariranno altri esercizi, che sono: Conti e resti, Alessandro Magno, Memocalcolo, Calcolo data, Ordine d'arrivo, Ora svelata e Conto altezza.

### Relax
Dopo l'allenamento, è possibile riposare la corteccia prefrontale con il gioco Sterminavirus. Verrà chiesto di sconfiggere i virus, allineando pillole dello stesso colore orizzontalmente o verticalmente. Virus e pillole scompaiono se si uniscono quattro o più elementi dello stesso colore. Toccando una pillola si può farla ruotare e scorrerla con lo stilo per muoverla. Sterminavirus è un remake del gioco per Nintendo Entertainment System Dr. Mario, e la colonna sonora del minigioco è identica a quella dell'originale ma in versione riarrangiata.

### Prove del test sull'età cerebrale
Le prove sono le seguenti:
- Morra vocale
- Catena di meno
- Segni varianti
- Memocalcolo
- Memoria 5×5
- Cifra maggiore

### Grafici
Si possono verificare propri progressi nell'allenamento e della propria età cerebrale sotto forma di immediati grafici.